# Georges Charpak

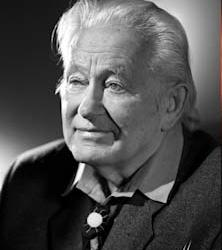
Georges Charpak (2005)

Georges Charpak (* 1. August 1924 in Dąbrowica, Polen, heute Ukraine; † 29. September 2010 in Paris) war ein französischer Physiker polnischer Herkunft.

## Leben
Charpak entstammte einer jüdischen Familie, die nach Frankreich emigrierte, als er sieben Jahre alt war. Ab 1941 betätigte er sich in der Résistance unter dem falschen Namen Jacques Charpentier, wohnhaft in Troyes. Charpak wurde 1943 ins KZ Dachau verschleppt, wo er auch dank seiner Fähigkeit, mehrere Sprachen zu sprechen, bis zur Befreiung 1945 überlebte.
1946 nahm er die französische Staatsbürgerschaft an. 1947 schloss er die École nationale supérieure des mines de Paris (ENSMP) (wo er seit 1945 studierte) ab, 1955 promovierte er am Collège de France mit einer Arbeit in experimenteller Kernphysik. 1948 bis 1959 forschte er für das CNRS. Ab 1959 war er Wissenschaftler am Kernforschungszentrum CERN in Genf.
1992 erhielt Charpak den Nobelpreis für Physik im Wesentlichen für die Erfindung und Entwicklung von Teilchendetektoren, insbesondere der Vieldraht-Proportionalkammer, eine Form der Drahtkammer, die er 1968 entwarf und welche bis zu eine Million Spuren pro Sekunde aufzuzeichnen vermochte, viele Größenordnungen mehr als die bis dahin verwendeten Geräte (z. B. Blasenkammern).
1960 nahm er am CERN an der ersten exakten Messung des magnetischen Moments des Myons teil. 1985 bis 1991 war er an verschiedenen Experimenten am Fermilab beteiligt.
Später lebte und arbeitete Charpak in Frankreich, wo er sich unter anderem als Autor betätigte.

## Ehrungen und Mitgliedschaften
- 1960 Silbermedaille des CNRS
- 1973 Prix Jean Ricard
- 1984 Preis des CEA der französischen Akademie der Wissenschaften
- 1989 der erste High Energy and Particle Physics Prize der Sektion Hochenergiephysik der European Physical Society
- 1992 Nobelpreis „for his invention and development of particle detectors, in particular the multiwire proportional chamber“[2]

Er war mehrfacher Ehrendoktor (Genf 1977, der Universität Brüssel, Coimbra, Thessaloniki, Ottawa).
Charpak war Mitglied der Académie des sciences (1985), auswärtiges Mitglied der National Academy of Sciences, Mitglied der Russischen Akademie der Wissenschaften (1994), der Österreichischen Akademie der Wissenschaften und der Akademie der Wissenschaften von Lissabon. 2007 wurde er Offizier der Ehrenlegion.
Die Schweizerische Physikalische Gesellschaft (SPS) und die Société Française de Physique (SFP) verleihen seit 2016 (erste Verleihung 2017) den sog. Charpak-Ritz Preis, als Zeichen der engen Verbundenheit der Gesellschaften.